# Лешников хоботник
Лешниковият хоботник (Curculio occidentis) е вид насекомо от семейство хоботникови (Curculionidae). Той се счита за вредител за много видове дъбове, заради щетите, които причинява на жълъдите.

## Разпространение
Видът произлиза от западната част на Северна Америка. Разпространен е в Канада, Съединените щати (Калифорния, Аризона, Ню Мексико и Юта) и Мексико.